# Аполлонов, Аркадий Николаевич
Аркадий Николаевич Аполлонов (настоящая фамилия Боголюбов, 1907—1978) — советский государственный и военный деятель. Генерал-полковник (1943).

## Биография
Родился в 1907 году в городе Балашов Саратовской губернии в семье железнодорожного рабочего.
Окончил 5 классов средней школы в Балашове в 1921 году.
Работал чернорабочим на железной дороге на станции Балашов. С сентября 1923 года был безработным.
В сентябре 1924 года призван в Красную Армию. В 1927 году Аполлонов закончил Саратовскую пехотную школу, в 1932 году — курсы усовершенствования комсостава химслужбы, а в 1939 году — Военную академию РККА им. М. В. Фрунзе.
В 1927 году был направлен в пограничные и внутренние войска ОГПУ СССР. Служил командиром взвода 34-го дивизиона войск ОГПУ в Саратове, с марта 1930 года командовал взводом 7-го полка войск ОГПУ там же. В 1931 году Аполлонов вступил в ряды ВКП(б).
После окончания курсов химслужбы с июля 1932 служил командиром и руководителем тактики Гомельской химической школы войск ОГПУ, с июля 1933 года — начальником лаборатории и начальником штаба дивизиона 4-й Саратовской пограничной школы, а с июня 1935 по июль 1936 года — командиром и руководителем тактики в этой школе. С 1936 года учился в академии.
В числе ряда выпускников военной академии сразу после выпуска был направлен в НКВД СССР на руководящие должности и 8 марта 1939 года был назначен на должность заместителя начальника Главного управления пограничных войск НКВД СССР. Участвовал в советско-финской войне, с ноября 1939 по март 1940 года был заместителем командующего армией. С 19 апреля 1940 по 27 июля 1941 года — начальник организационно-строевого управления — заместитель начальника Главного управления пограничных войск НКВД СССР, а с 27 по 31 июля 1941 года — исполнял обязанности начальника Главного управления пограничных войск НКВД СССР.
31 июля 1941 года Аполлонов был назначен на должность начальника Главного управления внутренних войск НКВД СССР, на которой проработал до 11 февраля 1942 года. С 11 февраля по 11 марта 1942 года исполнял обязанности начальника Войск НКВД СССР по охране особо важных предприятий.
11 марта 1942 года назначен заместителем наркома внутренних дел СССР по войскам. На этой должности Аполлонову были подчинены пограничные, внутренние и оперативные войска, а также органы снабжения, военного строительства и Политуправление войск НКВД.
Принимал участие в проведении депортации чеченцев и ингушей в Казахской ССР.
С 28 февраля 1944 по 27 марта 1946 года был начальником Главного управления внутренних войск НКВД СССР.
В мае—июне 1945 являлся уполномоченным НКВД СССР по Восточной Пруссии, где руководил депортацией немецкого населения. Также участвовал в организации депортации населения Прибалтики, Западной Украины.
С 25 апреля 1946 по 2 апреля 1948 года был заместителем министра внутренних дел СССР.
2 апреля 1948 года назначен на должность председателя Комитета по делам физической культуры и спорта при Совете министров СССР. С июня 1946 по апрель 1948 года работал председателем Совета спортивного общества «Динамо».
С 31 декабря 1950 года — заместитель министра государственной безопасности СССР по войскам, а 26 августа 1951 года зачислен в кадры Министерства обороны.
С ноября 1951 по декабрь 1952 года учился в Высшей военной академии имени К. Е. Ворошилова.
К активной работе не вернулся и 7 декабря 1953 года был уволен на пенсию «по болезни» с получением звания «Персональный пенсионер».
3 августа 1978 года умер в Москве.

## Награды
- Два ордена Ленина (14 апреля 1943[2]; 1 июня 1951[3])
- Пять орденов Красного Знамени (26 апреля 1940[4]; 3 ноября 1944[3]; 24 февраля 1945[5], 2 марта 1945[6]; 26 апреля 1945)
- Орден Суворова I степени (21 сентября 1945[7])
- Орден Кутузова I степени (8 марта 1944[8])
- Медаль «В ознаменование 100-летия со дня рождения Владимира Ильича Ленина»
- Медаль «За оборону Москвы»
- Медаль «За оборону Кавказа»
- Медаль «За победу над Германией в Великой Отечественной войне 1941—1945 гг.»
- Юбилейная медаль «Двадцать лет Победы в Великой Отечественной войне 1941—1945 гг.»
- Юбилейная медаль «Тридцать лет Победы в Великой Отечественной войне 1941—1945 гг.»
- Медаль «Ветеран Вооружённых Сил СССР»
- Юбилейная медаль «30 лет Советской Армии и Флота»
- Юбилейная медаль «50 лет Вооружённых Сил СССР»
- Юбилейная медаль «60 лет Вооружённых Сил СССР»
- Медаль «В память 800-летия Москвы»
- Нагрудный знак «Заслуженный работник НКВД» (15 февраля 1941)

## Воинские звания
- Капитан (3 июня 1936)
- Майор
- Комбриг (9 марта 1939)
- Комдив (29 февраля 1940)
- Генерал-майор (4 июня 1940)
- Генерал-лейтенант (20 декабря 1942)
- Генерал-полковник (29 октября 1943)